# 阿曼軟雀鯛
阿曼軟雀鯛，為輻鰭魚綱鱸形目鱸亞目擬雀鯛科的其中一種，分布於西印度洋阿曼南部海域，深度可達21公尺，體長可達3.7公分，為熱帶海水魚，棲息在沙石底質水域，生活習性不明。

## 擴展閱讀
維基物種上的相關：阿曼軟雀鯛